# Löntsch
Der Löntsch ist ein etwa sechseinhalb Kilometer langer Bach im Schweizer Kanton Glarus. Er ist ein linker und westlicher Zufluss der Linth.

## Name
Der Bach wird 1414 (zuo der Lönschen) erstmals urkundlich erwähnt. Der Name könnte keltischen Ursprungs sein und auf das keltische *louno- für 'Schmalz, Fett' mit dem Suffix -iskā zurückgehen.

## Geographie

### Verlauf
Der Löntsch entwässert den Klöntalersee. Der Bach verläuft in nordöstlicher Richtung durch ein enges Tal mit dem tiefen Löntschtobel, über den die (obere) Löntschtobelbrücke führt. Schliesslich mündet er auf einer Höhe von 453 m ü. M.  bei Netstal von links in die aus dem Süden heranziehende Linth.

### Einzugsgebiet
Das 90,93 km² grosse Einzugsgebiet des Löntsch liegt in den Schwyzer Alpen und wird durch ihn über die Linth, die Limmat, die Aare und den Rhein zur Nordsee entwässert.
Es besteht zu 23,9 % aus bestockter Fläche, zu 27,8 % aus Landwirtschaftsfläche, zu 0,9 % aus Siedlungsfläche und zu 47,5 % aus unproduktiven Flächen.
Die Flächenverteilung
Die mittlere Höhe des Einzugsgebietes beträgt 1660,3 m ü. M., die minimale Höhe liegt bei 437 m ü. M. und die maximale Höhe bei 2901 m ü. M.

### Zuflüsse
Ein wichtiger Quellfluss der Löntsch ist die Chlü, welche den grössten Quellfluss des Klöntalersees darstellt.
- Hinter Blanggenruus (links), 1,6 km, 0,98 km²
- Vordere Blanggenruus (links), 0,8 km, 0,83 km²

## Hydrologie
Bei der Mündung des Löntsch in die Linth beträgt seine modellierte mittlere Abflussmenge (MQ) 3,81 m³/s. Sein Abflussregimetyp ist nival alpin, und seine Abflussvariabilität beträgt 18.

## Nutzung
Von 1903 bis 1908 wurde das Kraftwerk am Löntsch gebaut. Damals wurde über dem Klöntaler Bergsturz eine bescheidene, befahrbare Staumauer erstellt, die der Löntsch zu unterqueren hat.

## Bildergalerie

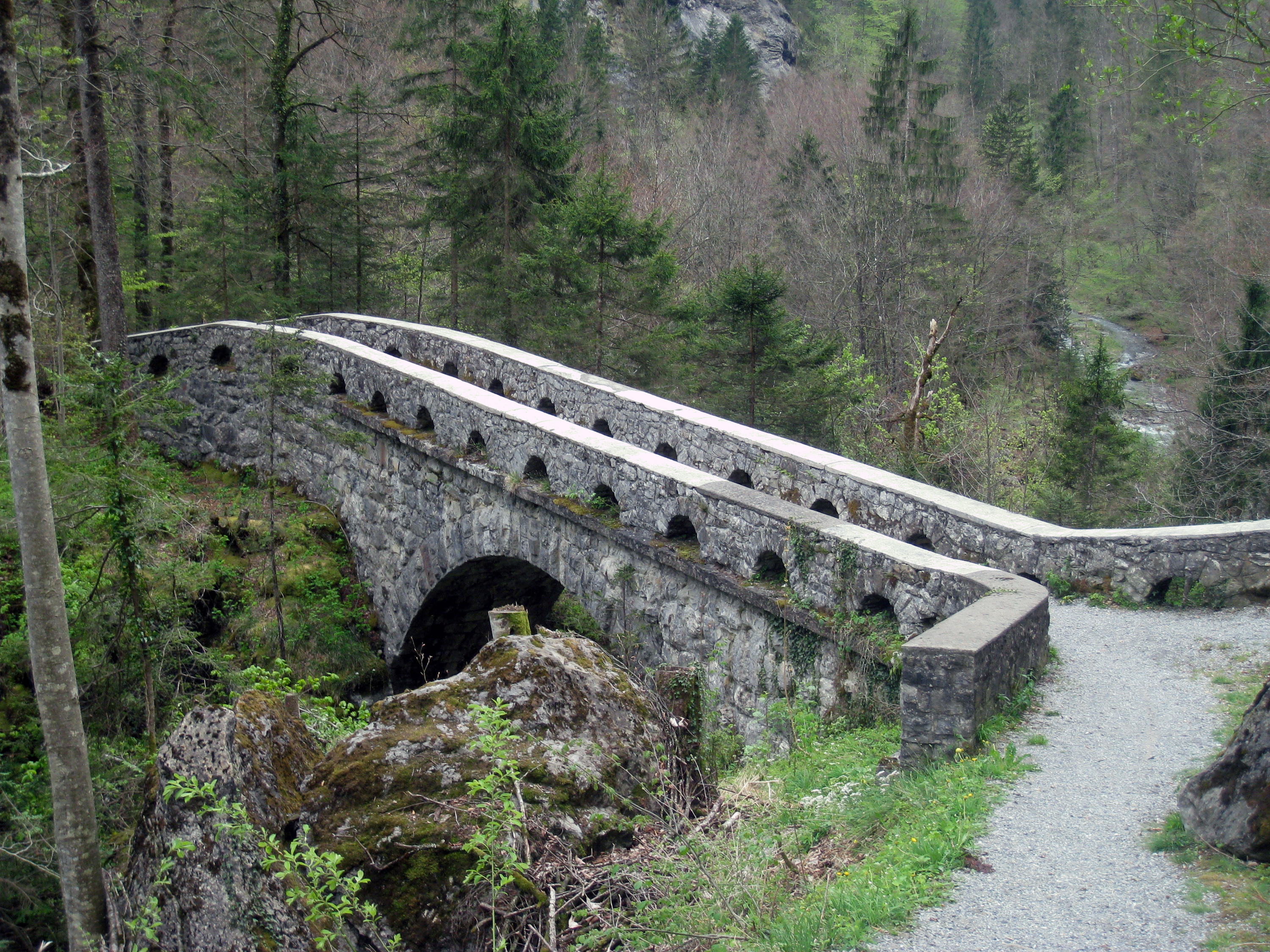
Löntschtobelbrücke
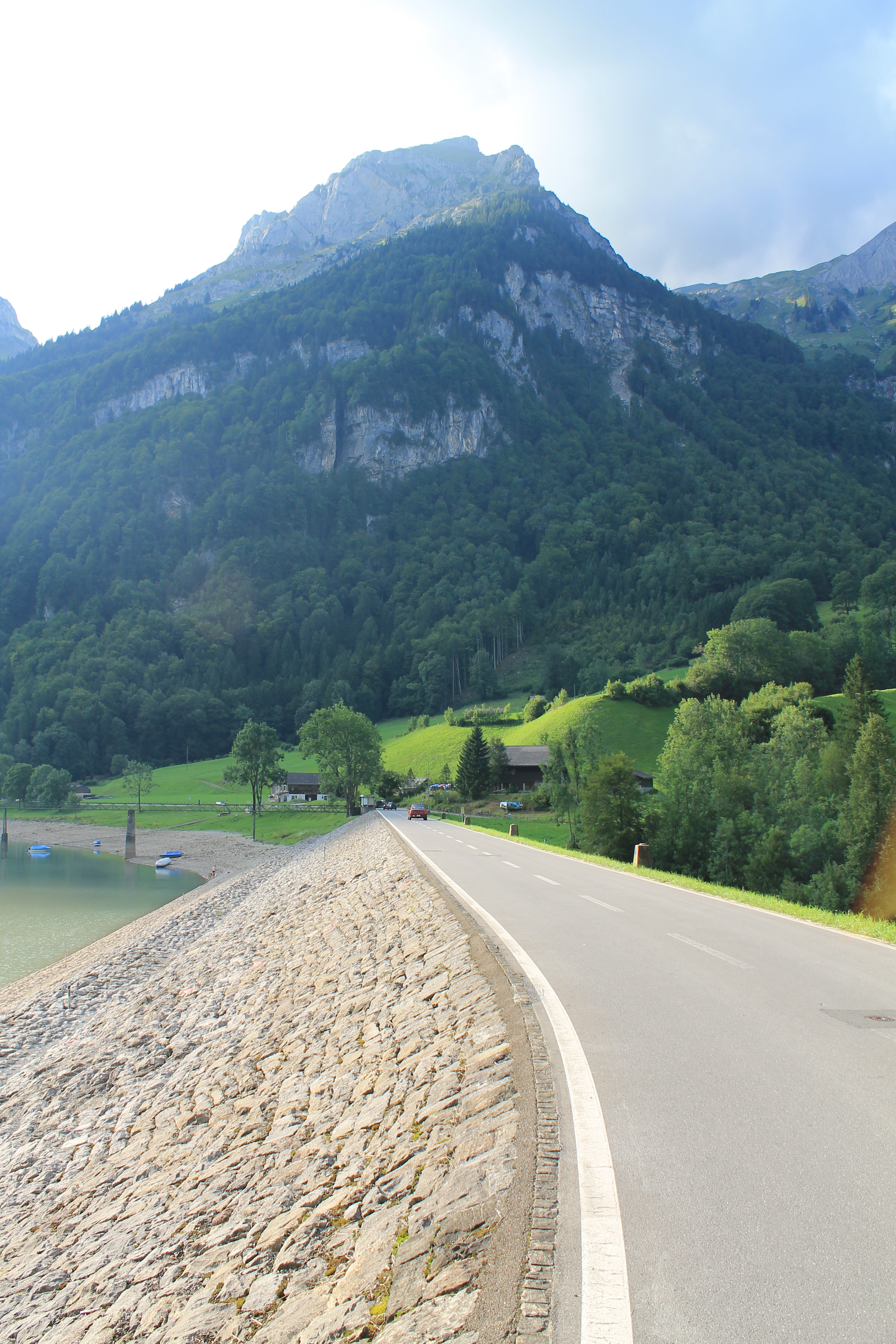
Staumauer und Breitchamm